# Hipismo nos Jogos Olímpicos de Verão de 2012 - Saltos individual

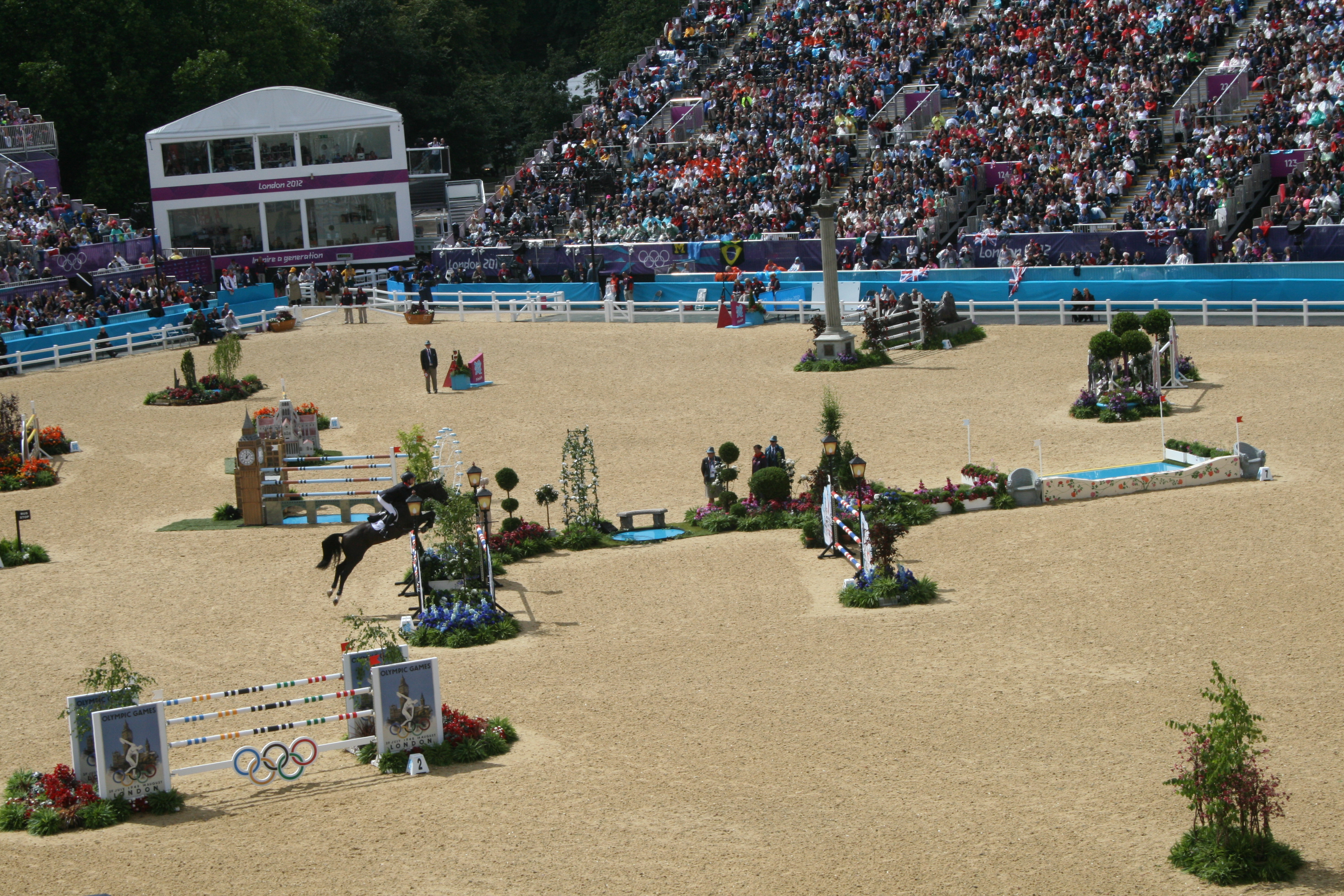
Um dos percursos da prova de saltos durante os Jogos.

A competição de saltos individual do hipismo nos Jogos Olímpicos de Verão de 2012 foi realizada entre os dias 4 e 8 de agosto no Greenwich Park.

## Calendário
Horário local (UTC+1)
| Dia         | Horário | Fase              |
| ----------- | ------- | ----------------- |
| 4 de agosto | 10:30   | Classificatória 1 |
| 5 de agosto | 11:00   | Classificatória 2 |
| 6 de agosto | 14:00   | Classificatória 3 |
| 8 de agosto | 12:00   | Final A e B       |

## Medalhistas
| Ouro   | SUI Steve Guerdat (Nino des Buissonnets) |
| Prata  | NED Gerco Schroder (London)              |
| Bronze | IRL Cian O'Connor (Blue Loyd 12)         |

## Resultados

### Fase de classificação

#### Rodada 1
A primeira qualificatória foi realizada num circuito de 510 metros de comprimento e um tempo limite de 1min22.
| Pos. | Ginete                           | Cavalo                    | Pen.  | Pen.  | Total pen. |
| Pos. | Ginete                           | Cavalo                    | Salto | Tempo | Total pen. |
| ---- | -------------------------------- | ------------------------- | ----- | ----- | ---------- |
| 1    | NED Jur Vrieling                 | Bubalu                    | 0     | 0     | 0          |
| 1    | BRA Álvaro de Miranda Neto       | Rahmannshof's Bogen       | 0     | 0     | 0          |
| 1    | GBR Nick Skelton                 | Big Star                  | 0     | 0     | 0          |
| 1    | FRA Simon Delestre               | Napoli du Ry              | 0     | 0     | 0          |
| 1    | UKR Cassio Rivetti               | Temple Road               | 0     | 0     | 0          |
| 1    | SWE Jens Fredricson              | Lunatic                   | 0     | 0     | 0          |
| 1    | COL Daniel Bluman                | Sancha La Silla           | 0     | 0     | 0          |
| 1    | SUI Steve Guerdat                | Nino des Buissonets       | 0     | 0     | 0          |
| 1    | USA McLain Ward                  | Antares                   | 0     | 0     | 0          |
| 1    | BEL Philippe Le Jeune            | Vigo d’Arsouilles         | 0     | 0     | 0          |
| 1    | NED Maikel van der Vleuten       | Verdi                     | 0     | 0     | 0          |
| 1    | KSA Abdullah bin Mutaib Al Saud  | Davos                     | 0     | 0     | 0          |
| 1    | GBR Ben Maher                    | Tripple X                 | 0     | 0     | 0          |
| 1    | GER Janne Friederike Meyer       | Lambrasco                 | 0     | 0     | 0          |
| 1    | MEX Alberto Michán               | Rosalia La Silla          | 0     | 0     | 0          |
| 1    | SUI Paul Estermann               | Castlefield Eclipse       | 0     | 0     | 0          |
| 1    | AUS Julia Hargreaves             | Vedor                     | 0     | 0     | 0          |
| 1    | NED Marc Houtzager               | Tamino                    | 0     | 0     | 0          |
| 1    | BRA José Reynoso Fernandez Filho | Maestro St Lois           | 0     | 0     | 0          |
| 1    | CAN Eric Lamaze                  | Derly Chin de Muze        | 0     | 0     | 0          |
| 1    | FRA Kevin Staut                  | Silvana                   | 0     | 0     | 0          |
| 1    | SWE Henrik von Eckermann         | Allerdings                | 0     | 0     | 0          |
| 1    | GER Meredith Michaels-Beerbaum   | Bella Donna               | 0     | 0     | 0          |
| 1    | SUI Werner Muff                  | Kiamon                    | 0     | 0     | 0          |
| 1    | AUS Edwina Tops-Alexander        | Itot du Chateau           | 0     | 0     | 0          |
| 1    | USA Richard Fellers              | Flexible                  | 0     | 0     | 0          |
| 1    | BEL Dirk Demeersman              | Bufero van Het Panishof   | 0     | 0     | 0          |
| 1    | NED Gerco Schroder               | London                    | 0     | 0     | 0          |
| 1    | JPN Taizo Sugitani               | Avenzio                   | 0     | 0     | 0          |
| 1    | SWE Rolf-Göran Bengtsson         | Casall                    | 0     | 0     | 0          |
| 1    | IRL Cian O'Connor                | Blue Loyd 12              | 0     | 0     | 0          |
| 1    | BEL Jos Lansink                  | Valentina Van 't Heike    | 0     | 0     | 0          |
| 33   | KSA Kamal Bahamdan               | Delphi                    | 0     | 1     | 1          |
| 33   | GER Marcus Ehning                | Plot Blue                 | 0     | 1     | 1          |
| 33   | BER Jillian Terceira             | Bernadien van Westuur     | 0     | 1     | 1          |
| 33   | FRA Penelope Leprevost           | Mylord Carthago           | 0     | 1     | 1          |
| 33   | COL Rodrigo Díaz                 | Royal Vinckenburg         | 0     | 1     | 1          |
| 33   | USA Reed Kessler                 | Cylana                    | 0     | 1     | 1          |
| 33   | SYR Ahmad Saber Hamcho           | Wonderboy                 | 0     | 1     | 1          |
| 33   | BRA Rodrigo Pessoa               | Rebozo                    | 0     | 1     | 1          |
| 41   | KSA Ramzy Al-Duhami              | Bayard van de Villa There | 0     | 2     | 2          |
| 42   | MEX Nicolás Pizarro              | Crossing Jordan           | 4     | 0     | 4          |
| 42   | BEL Gregory Wathelet             | Cadjanne Z                | 4     | 0     | 4          |
| 42   | IRL Billy Twomey                 | Tinka’s Serenade          | 4     | 0     | 4          |
| 42   | GBR Scott Brash                  | Hello Sanctos             | 4     | 0     | 4          |
| 42   | UKR Björn Nagel                  | Niack de l’Abbaye         | 4     | 0     | 4          |
| 42   | CAN Ian Millar                   | Star Power                | 4     | 0     | 4          |
| 42   | ARG José María Larocca           | Royal Power               | 4     | 0     | 4          |
| 42   | FRA Olivier Guillon              | Lord de Theize            | 4     | 0     | 4          |
| 42   | UKR Katharina Offel              | Vivant                    | 4     | 0     | 4          |
| 42   | CHI Carlos Milthaler             | Hyo Altanero              | 4     | 0     | 4          |
| 42   | AUS James Paterson-Robinson      | Lanosso                   | 4     | 0     | 4          |
| 53   | CAN Jill Henselwood              | George                    | 4     | 1     | 5          |
| 53   | AZE Jamal Rahimov                | Warrior                   | 4     | 1     | 5          |
| 53   | EGY Karim El Zoghby              | Wervel Wind               | 4     | 1     | 5          |
| 53   | CHI Rodrigo Carrasco             | Or de la Charboniere      | 4     | 1     | 5          |
| 53   | MEX Federico Fernández           | Victoria                  | 4     | 1     | 5          |
| 58   | CHI Tomás Couve Correa           | Underwraps                | 4     | 2     | 6          |
| 58   | KSA Abdullah Al-Sharbatly        | Sultan                    | 4     | 2     | 6          |
| 60   | CHI Samuel Parot                 | Al Calypso                | 8     | 0     | 8          |
| 60   | CAN Tiffany Foster               | Victor                    | 8     | 0     | 8          |
| 60   | POR Luciana Diniz                | Lennox                    | 8     | 0     | 8          |
| 60   | SUI Pius Schwizer                | Carlina IV                | 8     | 0     | 8          |
| 64   | ARG Alejandro Madorno            | Milano de Flore           | 8     | 1     | 9          |
| 65   | GBR Peter Charles                | Vindicat                  | 8     | 2     | 10         |
| 65   | RUS Vladimir Tuganov             | Lancero                   | 8     | 2     | 10         |
| 67   | JOR Ibrahim Bisharat             | Vrieda O                  | 12    | 0     | 12         |
| 67   | MEX Jaime Azcarraga              | Gangster                  | 12    | 0     | 12         |
| 69   | GER Christian Ahlmann            | Codex One                 | 12    | 3     | 15         |
| 70   | UKR Aleksandr Onishenko          | Comte d'Arsouilles        | 16    | 2     | 18         |
| 71   | JPN Reiko Takeda                 | Ari                       | 20    | 2     | 22         |
| –    | SWE Lisen Fredricson             | Matrix                    | EL    | EL    | 42         |
| –    | USA Beezie Madden                | Via Volo                  | EL    | EL    | 42         |
| –    | AUS Matt Williams                | Watch Me                  | EL    | EL    | 42         |
| –    | BRA Carlos Motta Ribas           | Wilexo                    | WD    | WD    | 42         |

#### Rodada 2
A segunda fase da qualificatória foi realizada num circuito de 550 metros de comprimento e um tempo limite de 1min28.
| Pos. | Ginete                           | Cavalo                    | Pen.  | Pen.  | Rodada 1 pen. | Total pen. |
| Pos. | Ginete                           | Cavalo                    | Salto | Tempo | Rodada 1 pen. | Total pen. |
| ---- | -------------------------------- | ------------------------- | ----- | ----- | ------------- | ---------- |
| 1    | GBR Nick Skelton                 | Big Star                  | 0     | 0     | 0             | 0          |
| 1    | KSA Abdullah bin Mutaib Al Saud  | Davos                     | 0     | 0     | 0             | 0          |
| 1    | GBR Ben Maher                    | Tripple X                 | 0     | 0     | 0             | 0          |
| 1    | AUS Edwina Tops-Alexander        | Itot du Chateau           | 0     | 0     | 0             | 0          |
| 1    | MEX Alberto Michán               | Rosalia la Silla          | 0     | 0     | 0             | 0          |
| 1    | BRA Álvaro de Miranda Neto       | Rahmannshof's Bogen       | 0     | 0     | 0             | 0          |
| 1    | NED Maikel van der Vleuten       | Verdi                     | 0     | 0     | 0             | 0          |
| 1    | SUI Paul Estermann               | Castlefield Eclipse       | 0     | 0     | 0             | 0          |
| 1    | NED Marc Houtzager               | Tamino                    | 0     | 0     | 0             | 0          |
| 1    | SWE Henrik von Eckermann         | Allerdings                | 0     | 0     | 0             | 0          |
| 1    | USA Richard Fellers              | Flexible                  | 0     | 0     | 0             | 0          |
| 1    | SWE Rolf-Göran Bengtsson         | Casall                    | 0     | 0     | 0             | 0          |
| 13   | COL Daniel Bluman                | Sancha                    | 0     | 1     | 0             | 1          |
| 13   | CAN Eric Lamaze                  | Derly Chin de Muze        | 0     | 1     | 0             | 1          |
| 15   | KSA Kamal Bahamdan               | Delphi                    | 0     | 1     | 1             | 2          |
| 15   | KSA Ramzy Al-Duhami              | Bayard van de Villa There | 0     | 0     | 2             | 2          |
| 17   | JPN Taizo Sugitani               | Avenzio                   | 4     | 0     | 0             | 4          |
| 17   | CAN Ian Millar                   | Star Power                | 0     | 0     | 4             | 4          |
| 17   | USA McLain Ward                  | Antares                   | 4     | 0     | 0             | 4          |
| 17   | SUI Steve Guerdat                | Nino des Buissonets       | 4     | 0     | 0             | 4          |
| 17   | GER Janne Friederike Meyer       | Lambrasco                 | 4     | 0     | 0             | 4          |
| 17   | BRA José Reynoso Fernandez Filho | Maestro St Lois           | 4     | 0     | 0             | 4          |
| 17   | FRA Kevin Staut                  | Silvana                   | 4     | 0     | 0             | 4          |
| 17   | SUI Werner Muff                  | Kiamon                    | 4     | 0     | 0             | 4          |
| 17   | NED Gerco Schroder               | London                    | 4     | 0     | 0             | 4          |
| 17   | BEL Jos Lansink                  | Valentina Van 't Heike    | 4     | 0     | 0             | 4          |
| 27   | UKR Cassio Rivetti               | Temple Road               | 4     | 1     | 0             | 5          |
| 27   | GER Marcus Ehning                | Plot Blue                 | 4     | 0     | 1             | 5          |
| 27   | BRA Rodrigo Pessoa               | Rebozo                    | 4     | 0     | 1             | 5          |
| 30   | FRA Simon Delestre               | Napoli du Ry              | 4     | 2     | 0             | 6          |
| 31   | POR Luciana Diniz                | Lennox                    | 0     | 0     | 8             | 8          |
| 31   | ARG José María Larocca           | Royal Power               | 4     | 0     | 4             | 8          |
| 31   | IRL Cian O'Connor                | Blue Loyd 12              | 8     | 0     | 0             | 8          |
| 31   | MEX Nicolás Pizarro              | Crossing Jordan           | 4     | 0     | 4             | 8          |
| 31   | AUS James Paterson-Robinson      | Lanosso                   | 4     | 0     | 4             | 8          |
| 31   | AUS Julia Hargreaves             | Vedor                     | 8     | 0     | 0             | 8          |
| 31   | UKR Björn Nagel                  | Niack de l'Abbaye         | 4     | 0     | 4             | 8          |
| 31   | GBR Scott Brash                  | Hello Sanctos             | 4     | 0     | 4             | 8          |
| 31   | NED Jur Vrieling                 | Bubalu                    | 8     | 0     | 0             | 8          |
| 31   | SWE Jens Fredricson              | Lunatic                   | 8     | 0     | 0             | 8          |
| 31   | BEL Philippe Le Jeune            | Vigo d'Arsouilles         | 8     | 0     | 0             | 8          |
| 31   | BEL Gregory Wathelet             | Cadjanne Z                | 4     | 0     | 4             | 8          |
| 31   | GER Meredith Michaels-Beerbaum   | Bella Donna               | 8     | 0     | 0             | 8          |
| 31   | BEL Dirk Demeersman              | Bufero van Het Panishof   | 8     | 0     | 0             | 8          |
| 31   | FRA Olivier Guillon              | Lord de Theize            | 4     | 0     | 4             | 8          |
| 31   | SUI Pius Schwizer                | Carlina IV                | 0     | 0     | 8             | 8          |
| 47   | BER Jillian Terceira             | Bernadien van Westuur     | 8     | 0     | 1             | 9          |
| 47   | CAN Jill Henselwood              | George                    | 4     | 0     | 5             | 9          |
| 47   | FRA Penelope Leprevost           | Mylord Carthago           | 8     | 0     | 1             | 9          |
| 47   | USA Reed Kessler                 | Cylana                    | 8     | 0     | 1             | 9          |
| 51   | EGY Karim El Zoghby              | Wervel Wind               | 4     | 1     | 5             | 10         |
| 51   | KSA Abdullah Al-Sharbatly        | Sultan                    | 4     | 0     | 6             | 10         |
| 53   | COL Rodrigo Díaz                 | Royal Vinckenburg         | 8     | 2     | 1             | 11         |
| 53   | CHI Tomás Couve Correa           | Underwraps                | 4     | 1     | 6             | 11         |
| 53   | MEX Federico Fernández           | Victoria                  | 4     | 2     | 5             | 11         |
| 56   | IRL Billy Twomey                 | Tinka's Serenade          | 8     | 0     | 4             | 12         |
| 56   | CHI Carlos Milthaler             | Hyo Altanero              | 8     | 0     | 4             | 12         |
| 58   | UKR Katharina Offel              | Vivant                    | 12    | 0     | 4             | 16         |
| 59   | CHI Samuel Parot                 | Al Calypso                | 8     | 1     | 8             | 17         |
| 60   | AZE Jamal Rahimov                | Warrior                   | 12    | 1     | 5             | 18         |
| 61   | CHI Rodrigo Carrasco             | Or de la Charboniere      | 16    | 1     | 5             | 22         |
| 62   | SYR Ahmad Saber Hamcho           | Wonderboy                 | 28    | 1     | 1             | 30         |
| –    | CAN Tiffany Foster               | Victor                    | DSQ   | DSQ   | DSQ           | DSQ        |

#### Rodada 3
A terceira fase da qualificatória foi realizada num circuito de 550 metros de comprimento (com 13 obstáculos) e um tempo limite de 1min28. Um máximo de três ginetes por país puderam avançar para a fase final.
| Pos. | Ginete                           | Cavalo                    | Pen.  | Pen.  | Rodada 1+2 pen. | Total pen. |
| Pos. | Ginete                           | Cavalo                    | Salto | Tempo | Rodada 1+2 pen. | Total pen. |
| ---- | -------------------------------- | ------------------------- | ----- | ----- | --------------- | ---------- |
| 1    | GBR Nick Skelton                 | Big Star                  | 0     | 0     | 0               | 0          |
| 1    | NED Maikel van der Vleuten       | Verdi                     | 0     | 0     | 0               | 0          |
| 1    | NED Marc Houtzager               | Tamino                    | 0     | 0     | 0               | 0          |
| 4    | AUS Edwina Tops-Alexander        | Itot du Chateau           | 4     | 0     | 0               | 4          |
| 4    | KSA Abdullah bin Mutaib Al Saud  | Davos                     | 4     | 0     | 0               | 4          |
| 4    | GBR Ben Maher                    | Tripple X                 | 4     | 0     | 0               | 4          |
| 7    | GER Marcus Ehning                | Plot Blue                 | 0     | 0     | 5               | 5          |
| 7    | COL Daniel Bluman                | Sancha                    | 4     | 0     | 1               | 5          |
| 9    | KSA Ramzy Al-Duhami              | Bayard van de Villa There | 4     | 0     | 2               | 6          |
| 10   | KSA Kamal Bahamdan               | Delphi                    | 5     | 1     | 2               | 7          |
| 11   | FRA Kevin Staut                  | Silvana                   | 4     | 0     | 4               | 8          |
| 11   | BEL Jos Lansink                  | Valentina Van 't Heike    | 4     | 0     | 4               | 8          |
| 11   | BRA Álvaro de Miranda Neto       | Rahmannshof's Bogen       | 8     | 0     | 0               | 8          |
| 11   | SUI Steve Guerdat                | Nino des Buissonets       | 4     | 0     | 4               | 8          |
| 11   | SUI Paul Estermann               | Castlefield Eclipse       | 8     | 0     | 0               | 8          |
| 11   | GBR Scott Brash                  | Hello Sanctos             | 0     | 0     | 8               | 8          |
| 11   | USA Richard Fellers              | Flexible                  | 8     | 0     | 0               | 8          |
| 11   | CAN Ian Millar                   | Star Power                | 4     | 0     | 4               | 8          |
| 11   | NED Gerco Schroder               | London                    | 4     | 0     | 4               | 8          |
| 11   | SWE Rolf-Göran Bengtsson         | Casall                    | 8     | 0     | 0               | 8          |
| 11   | SUI Pius Schwizer                | Carlina IV                | 0     | 0     | 8               | 8          |
| 22   | GER Meredith Michaels-Beerbaum   | Bella Donna               | 0     | 1     | 8               | 9          |
| 22   | MEX Alberto Michán               | Rosalia la Silla          | 8     | 1     | 0               | 9          |
| 22   | CAN Eric Lamaze                  | Derly Chin de Muze        | 8     | 0     | 1               | 9          |
| 25   | BRA Rodrigo Pessoa               | Rebozo                    | 4     | 1     | 5               | 10         |
| 26   | POR Luciana Diniz                | Lennox                    | 4     | 0     | 8               | 12         |
| 26   | BEL Gregory Wathelet             | Cadjanne Z                | 4     | 0     | 8               | 12         |
| 26   | JPN Taizo Sugitani               | Avenzio                   | 8     | 0     | 4               | 12         |
| 26   | USA McLain Ward                  | Antares                   | 8     | 0     | 4               | 12         |
| 26   | SWE Jens Fredricson              | Lunatic                   | 4     | 0     | 8               | 12         |
| 31   | AUS Julia Hargreaves             | Vedor                     | 4     | 1     | 8               | 13         |
| 32   | FRA Simon Delestre               | Napoli du Ry              | 8     | 0     | 6               | 14         |
| 33   | FRA Olivier Guillon              | Lord de Theize            | 8     | 0     | 8               | 16         |
| 33   | SWE Henrik von Eckermann         | Allerdings                | 16    | 0     | 0               | 16         |
| 33   | SUI Werner Muff                  | Kiamon                    | 12    | 0     | 4               | 16         |
| 33   | NED Jur Vrieling                 | Bubalu                    | 8     | 0     | 8               | 16         |
| 37   | UKR Cassio Rivetti               | Temple Road               | 12    | 0     | 5               | 17         |
| 38   | ARG José María Larocca           | Royal Power               | 12    | 0     | 8               | 20         |
| 38   | IRL Cian O'Connor                | Blue Loyd 12              | 12    | 0     | 8               | 20         |
| 38   | BEL Dirk Demeersman              | Bufero van Het Panishof   | 12    | 0     | 8               | 20         |
| 41   | AUS James Paterson-Robinson      | Lanosso                   | 12    | 1     | 8               | 21         |
| 41   | UKR Björn Nagel                  | Niack de l'Abbaye         | 12    | 1     | 8               | 21         |
| 41   | GER Janne Friederike Meyer       | Lambrasco                 | 16    | 1     | 4               | 21         |
| 44   | MEX Nicolás Pizarro              | Crossing Jordan           | 20    | 0     | 8               | 28         |
| 45   | BRA José Reynoso Fernandez Filho | Maestro St Lois           | 46    | 0     | 4               | 50         |
| –    | BEL Philippe Le Jeune            | Vigo d'Arsouilles         | DNS   | DNS   | DNS             | DNS        |

### Fase final
A fase final é composta de duas etapas para a definição dos medalhistas. Em caso de empate após a rodada B, é realizado uma disputa extra.

#### Rodada A
| Pos. | Ginete                          | Cavalo                    | Pen.  | Pen.  | Total pen. |
| Pos. | Ginete                          | Cavalo                    | Salto | Tempo | Total pen. |
| ---- | ------------------------------- | ------------------------- | ----- | ----- | ---------- |
| 1    | IRL Cian O'Connor               | Blue Loyd 12              | 0     | 0     | 0          |
| 1    | FRA Olivier Guillon             | Lord de Theize            | 0     | 0     | 0          |
| 1    | SUI Steve Guerdat               | Nino des Buissonnets      | 0     | 0     | 0          |
| 1    | GBR Scott Brash                 | Hello Sanctos             | 0     | 0     | 0          |
| 1    | GER Marcus Ehning               | Plot Blue                 | 0     | 0     | 0          |
| 1    | GBR Nick Skelton                | Big Star                  | 0     | 0     | 0          |
| 7    | POR Luciana Diniz               | Lennox                    | 0     | 1     | 1          |
| 7    | NED Gerco Schroder              | London                    | 0     | 1     | 1          |
| 7    | SUI Pius Schwizer               | Carlina IV                | 0     | 1     | 1          |
| 7    | KSA Kamal Bahamdan              | Nobless des Tess          | 0     | 1     | 1          |
| 11   | FRA Simon Delestre              | Napoli du Ry              | 4     | 0     | 4          |
| 11   | BRA Rodrigo Pessoa              | Rebozo                    | 4     | 0     | 4          |
| 11   | MEX Alberto Michán              | Rosalia la Silla          | 4     | 0     | 4          |
| 11   | BRA Álvaro de Miranda Neto      | Rahmannshof's Bogeno      | 4     | 0     | 4          |
| 11   | CAN Ian Millar                  | Star Power                | 4     | 0     | 4          |
| 11   | COL Daniel Bluman               | Sancha                    | 4     | 0     | 4          |
| 11   | AUS Edwina Tops-Alexander       | Itot du Chateau           | 4     | 0     | 4          |
| 11   | GBR Ben Maher                   | Tripple X                 | 4     | 0     | 4          |
| 11   | NED Marc Houtzager              | Tamino                    | 4     | 0     | 4          |
| 20   | UKR Cassio Rivetti              | Temple Road               | 4     | 1     | 5          |
| 20   | SUI Paul Estermann              | Castlefield Eclipse       | 4     | 1     | 5          |
| 20   | USA Richard Fellers             | Flexible                  | 4     | 1     | 5          |
| 23   | SWE Henrik von Eckermann        | Allerdings                | 8     | 0     | 8          |
| 23   | GER Meredith Michaels-Beerbaum  | Bella Donna               | 8     | 0     | 8          |
| 23   | BEL Jos Lansink                 | Valentina Van 't Heike    | 8     | 0     | 8          |
| 26   | BEL Dirk Demeersman             | Bufero van Het Penishof   | 8     | 1     | 9          |
| 26   | SWE Jens Fredricson             | Lunatic                   | 8     | 1     | 9          |
| 26   | KSA Abdullah bin Mutaib Al Saud | Davos                     | 8     | 1     | 9          |
| 29   | BEL Gregory Wathelet            | Cadjanine Z               | 12    | 0     | 12         |
| 29   | USA McLain Ward                 | Antares                   | 12    | 0     | 12         |
| 29   | CAN Eric Lamaze                 | Derly Chin de Muze        | 12    | 0     | 12         |
| 29   | KSA Ramzy Al-Duhami             | Bayard van de Villa There | 12    | 0     | 12         |
| 33   | JPN Taizo Sugitani              | Avenzio                   | 12    | 2     | 14         |
| 34   | FRA Kevin Staut                 | Silvana                   | 16    | 0     | 16         |
| 35   | AUS Julia Hargreaves            | Vedor                     | 16    | 1     | 17         |
| 36   | ARG José María Larocca          | Royal Power               | 20    | 0     | 20         |
| –    | NED Maikel van der Vleuten      | Verdi                     | RET   | RET   | RET        |

#### Rodada B
| Pos.            | Ginete                     | Cavalo               | Pen.  | Pen.  | Rodada A pen. | Total pen. |
| Pos.            | Ginete                     | Cavalo               | Salto | Tempo | Rodada A pen. | Total pen. |
| --------------- | -------------------------- | -------------------- | ----- | ----- | ------------- | ---------- |
| Medalha de ouro | SUI Steve Guerdat          | Nino des Buissonnets | 0     | 0     | 0             | 0          |
| 2               | NED Gerco Schroder         | London               | 0     | 0     | 1             | 1          |
| 2               | IRL Cian O'Connor          | Blue Loyd 12         | 0     | 1     | 0             | 1          |
| 4               | KSA Kamal Bahamdan         | Noblesse des Tess    | 0     | 1     | 1             | 2          |
| 5               | MEX Alberto Michán         | Rosalia la Silla     | 0     | 0     | 4             | 4          |
| 5               | GBR Scott Brash            | Hello Sanctos        | 4     | 0     | 0             | 4          |
| 5               | GBR Nick Skelton           | Big Star             | 4     | 0     | 0             | 4          |
| 8               | USA Richard Fellers        | Flexible             | 0     | 0     | 5             | 5          |
| 9               | CAN Ian Millar             | Star Power           | 4     | 0     | 4             | 8          |
| 9               | GBR Ben Maher              | Tripple X            | 4     | 0     | 4             | 8          |
| 9               | NED Marc Houtzager         | Tamino               | 4     | 0     | 4             | 8          |
| 12              | UKR Cassio Rivetti         | Temple Road          | 4     | 0     | 5             | 9          |
| 12              | BRA Álvaro de Miranda Neto | Rahmannshof's Bogeno | 4     | 1     | 4             | 9          |
| 12              | SUI Pius Schwizer          | Carlina IV           | 8     | 0     | 1             | 9          |
| 12              | FRA Olivier Guillon        | Lord de Theize       | 8     | 1     | 0             | 9          |
| 12              | GER Marcus Ehning          | Plot Blue            | 8     | 1     | 0             | 9          |
| 17              | SUI Paul Estermann         | Castlefield Eclipse  | 4     | 1     | 5             | 10         |
| 17              | POR Luciana Diniz          | Lennox               | 8     | 1     | 1             | 10         |
| 19              | FRA Simon Delestre         | Napoli du Ry         | 8     | 0     | 4             | 12         |
| 20              | COL Daniel Bluman          | Sancha               | 8     | 1     | 4             | 13         |
| 20              | AUS Edwina Tops-Alexander  | Itot du Chateau      | 8     | 1     | 4             | 13         |
| 22              | BRA Rodrigo Pessoa         | Rebozo               | 12    | 1     | 4             | 17         |

#### Desempate pela prata
|                   | Ginete             | Cavalo       | Pen. | Tempo (s) |
| ----------------- | ------------------ | ------------ | ---- | --------- |
| Medalha de prata  | NED Gerco Schroder | London       | 0    | 49.79     |
| Medalha de bronze | IRL Cian O'Connor  | Blue Loyd 12 | 4    | 46.64     |